# Brakująca częstotliwość podstawowa
Mówi się, że dźwięk ma brakującą częstotliwość podstawową, gdy jego nadtony (tony składowe górne) sugerują istnienie częstotliwości podstawowej, ale dźwięk jej samej nie zawiera. 
Mózg postrzega wysokość tonu nie tylko dzięki częstotliwości podstawowej, ale również dzięki jego składowym harmonicznym.
Na przykład gdy dźwięk ma częstotliwość 100 Hz, towarzyszą mu również wyższe harmoniczne będące jego całkowitą wielokrotnością, tj. 200, 300, 400, 500... Hz. Małe głośniki mogą nie wytwarzać częstotliwości 100 Hz, ale jednak ją słyszymy.